# Saint-Just (Eure)
Saint-Just è un comune francese di 1 378 abitanti situato nel dipartimento dell'Eure nella regione della Normandia.

## Società

### Evoluzione demografica
Abitanti censiti